# 甘泉公園
甘泉公園是中華人民共和國上海市普陀區的一家公園，是甘泉新村的配套公園，建成於1997年12月，2002年開始免費對外開放。公園面積31600平方米，共分7個部分。內有2000平方米的逸湖。